# Cameo (hudební skupina)
Cameo je americká funková a R&B skupina, která byla založena v roce 1974 ve městě New York City. K jejich největším hitům patří "Word Up", "Candy" a "Back and Forth".

## Historie
Původní název skupiny byl New York City Players, ale kvůli obavám ze záměny se skupinou Ohio Players, s nimiž sdíleli vydavatele, si jméno změnili na Cameo.
Největší úspěch přišel s albem Word Up!, které se dostalo na #8 místo Billboard 200.. Stejnojmenný hit z tohoto alba se umístil na #6 příčce v Billboard Hot 100. "Word Up" mimo jiné coverali hudebníci jako Korn, Melanie B a jiní.

## Členové
- Larry Blackmon - frontman[3]
- Tomi Jenkins
- Anthony Lockett
- Aaron Mills

## Diskografie

### Alba
| Rok  | Album                                        |
| ---- | -------------------------------------------- |
| 1977 | Cardiac Arrest                               |
| 1978 | We All Know Who We Are                       |
| 1978 | Ugly Ego                                     |
| 1979 | Secret Omen                                  |
| 1980 | Cameosis                                     |
| 1980 | Feel Me                                      |
| 1981 | Knights of the Sound Table                   |
| 1982 | Alligator Woman                              |
| 1983 | Style                                        |
| 1984 | She's Strange                                |
| 1985 | Single Life                                  |
| 1986 | Word Up!                                     |
| 1987 | ´´Candy``                                    |
| 1990 | Real Men... Wear Black                       |
| 1992 | Emotional Violence                           |
| 1992 | Shake Your Pants                             |
| 1993 | The Best of Cameo                            |
| 1994 | In the Face of Funk                          |
| 1996 | The Best of Cameo, Volume 2                  |
| 1996 | Nasty                                        |
| 1998 | Best of Cameo                                |
| 1998 | Live: Word Up                                |
| 1998 | The Ballads Collection                       |
| 1998 | Greatest Hits                                |
| 1999 | 12" Collection and More                      |
| 2000 | Sexy Sweet Thing                             |
| 2001 | The Hits Collection                          |
| 2001 | The Millennium Collection: The Best of Cameo |
| 2002 | Anthology                                    |
| 2003 | Original Artist Hit List                     |
| 2003 | Classic Cameo                                |
| 2004 | The Best of Cameo                            |
| 2005 | Gold                                         |
| 2006 | The Definitive Collection                    |